# Mirka Cabrera
Mirka Cabrera (sinh ngày 10 tháng 9 năm 1994) là một người mẫu và chủ nhân cuộc thi sắc đẹp người Ecuador, người đã đăng quang Hoa hậu Ecuador và dự thi Hoa hậu Thế giới 2016.

## Cuộc thi sắc đẹp
Cô được chọn là Reina de Puerto Bolívar 2009. Năm 2014, cô đã giành được Reina de la Minería và Reina de Machala. Ngoài ra, trong cùng năm đó, cô đã thi đấu tại Reina Mundial del Banano Ecuador, nơi cô là Á hậu 1. Vào năm 2015, Cabrera đã thi đấu tại Hoa hậu Ecuador, nơi cô không tham gia, và năm 2016, cô thi đấu tại Hoa hậu Thế giới Ecuador, nơi cô được bầu là người chiến thắng, vào cuối buổi tối.

### Hoa hậu Thế giới 2016
Là người chiến thắng Hoa hậu Thế giới Ecuador 2016, Cabrera đại diện cho Ecuador tại Hoa hậu Thế giới 2016 được tổ chức tại Hoa Kỳ. Cô lọt vào top 21 trong cuộc thi tài năng, nhưng cô đã thất bại trong việc lọt vào top cuối cùng tại sự kiện đăng quang nơi Stephanie Del Valle giành vương miện.